# Nazionale di atletica leggera della Russia
La nazionale di atletica leggera della Russia è la rappresentativa della Russia nelle competizioni internazionali di atletica leggera riservate alle selezioni nazionali.

## Bilancio nelle competizioni internazionali
La nazionale russa di atletica leggera vanta 7 partecipazioni ai Giochi olimpici estivi su 29 edizioni disputate: Londra 1908, Stoccolma 1912 e quindi da Atlanta 1996 a Londra 2012. Ai Giochi di Barcellona 1992, i primi dopo la divisione dell'Unione Sovietica, gli atleti russi gareggiarono in una selezione denominata Squadra Unificata, mentre ai Giochi di Rio de Janeiro 2016 l'unica atleta russa presente, Dar'ja Klišina, gareggiò da atleta neutrale sotto la bandiera olimpica, a causa della sospensione della federazione russa di atletica da parte della IAAF.

### Giochi olimpici
| Edizione               | Oro          | Argento      | Bronzo       | Totale       |
| ---------------------- | ------------ | ------------ | ------------ | ------------ |
| Atene 1896             | non presente | non presente | non presente | non presente |
| Parigi 1900            | non presente | non presente | non presente | non presente |
| Saint Louis 1904       | non presente | non presente | non presente | non presente |
| Londra 1908            | 0            | 0            | 0            | 0            |
| Stoccolma 1912         | 0            | 0            | 0            | 0            |
| Anversa 1920           | non presente | non presente | non presente | non presente |
| Parigi 1924            | non presente | non presente | non presente | non presente |
| Amsterdam 1928         | non presente | non presente | non presente | non presente |
| Los Angeles 1932       | non presente | non presente | non presente | non presente |
| Berlino 1936           | non presente | non presente | non presente | non presente |
| Londra 1948            | non presente | non presente | non presente | non presente |
| Helsinki 1952          | non presente | non presente | non presente | non presente |
| Melbourne 1956         | non presente | non presente | non presente | non presente |
| Roma 1960              | non presente | non presente | non presente | non presente |
| Tokyo 1964             | non presente | non presente | non presente | non presente |
| Città del Messico 1968 | non presente | non presente | non presente | non presente |
| Monaco di Baviera 1972 | non presente | non presente | non presente | non presente |
| Montréal 1976          | non presente | non presente | non presente | non presente |
| Mosca 1980             | non presente | non presente | non presente | non presente |
| Los Angeles 1984       | non presente | non presente | non presente | non presente |
| Seul 1988              | non presente | non presente | non presente | non presente |
| Barcellona 1992        | non presente | non presente | non presente | non presente |
| Atlanta 1996           | 3            | 6            | 1            | 10           |
| Sydney 2000            | 3            | 4            | 6            | 13           |
| Atene 2004             | 6            | 7            | 6            | 19           |
| Pechino 2008           | 5            | 1            | 4            | 10           |
| Londra 2012            | 2            | 3            | 2            | 7            |
| Rio de Janeiro 2016    | non presente | non presente | non presente | non presente |
| Tokyo 2020             | non presente | non presente | non presente | non presente |
| Totale                 | 19           | 21           | 19           | 59           |